# Osie
Osie è un comune rurale polacco del distretto di Świecie, nel voivodato della Cuiavia-Pomerania.
Ricopre una superficie di 209,61 km² e nel 2007 contava 5 310 abitanti.